# Casa Colorada, Michoacán de Ocampo
Casa Colorada är en ort i Mexiko.   Den ligger i kommunen Epitacio Huerta och delstaten Michoacán de Ocampo, i den sydöstra delen av landet, 130 km nordväst om huvudstaden Mexico City. Casa Colorada ligger 2 360 meter över havet och antalet invånare är 108.
Terrängen runt Casa Colorada är kuperad åt sydost, men åt nordväst är den platt. Runt Casa Colorada är det ganska tätbefolkat, med 75 invånare per kvadratkilometer. Närmaste större samhälle är Amealco, 16,4 km nordost om Casa Colorada. I omgivningarna runt Casa Colorada växer huvudsakligen savannskog.